# Raspailia hirsuta
Raspailia hirsuta är en svampdjursart som beskrevs av Thiele 1898. Raspailia hirsuta ingår i släktet Raspailia och familjen Raspailiidae.
Artens utbredningsområde är havet kring Japan. Inga underarter finns listade i Catalogue of Life.